# ガリットチュウ
ガリットチュウ（Galittochu）は、吉本興業（東京本社）所属のお笑いコンビ。1998年8月結成。NSC東京校2期生。1999年6月に初舞台。

## メンバー
- 福島 善成（ふくしま よしなり、1977年10月6日 - ）

熊本県本渡市（現・天草市）出身。ボケ担当。身長180cm、体重82kg。血液型はAB型。立ち位置は右。
- 熊谷 茶（くまがい ちゃ、1978年2月12日 - ）

本名・旧芸名は熊谷岳大（くまがい たけひろ）。神奈川県横須賀市出身。ツッコミ担当（共にボケることがある）。身長175cm、体重72kg。血液型はA型。立ち位置は左。2019年2月23日、現在の芸名に改名。

## 概要
- コンビ名の由来は、福島の出身地である天草市の名物アイスキャンディー「ガリッとチュー」からきている。
- パンクブーブーととても仲がよい。『パンクブーブーのネタファンクラブ』を勝手に結成し、毎年M-1グランプリに臨む彼らをずっと応援していたという。見事悲願を達成した彼らを特集したお笑い情報誌『マンスリーよしもと』3月号では、「俺らのことは放っておいてどんどん売れてください!」とメッセージを送っている。
- 2016年、熊谷から「個々でがんばろう」という実質「解散宣言」があり、頭に来た福島は、くっきー!（野性爆弾）の勧めで「Instagramを本気でやってやろう」と決意し、1日も欠かさずモノマネ写真をアップし続けていると、船越英一郎のものまねがネットニュースで話題になった。その1週間後、船越に一連の離婚騒動が持ち上がると相乗効果なのか、さらに仕事が増えるという好循環に乗り、福島の露出が一気に増加した[2]。

## 芸風
- 甘酸っぱくて少しHなコントを得意とする。2011年のキングオブコントでは準決勝に進出している。
- 初期の頃は、最初に福島が「ガリガリガリガリガリっと〜」と言い、熊谷が一言、言っていた。例：福島「ガリっと中学時代はモテました」熊谷「その頃がピークです」。
- 福島はものまねを得意とし、主に熊谷がMCを、福島がものまねをする。たまに熊谷が入ることもある。
- コントでは福島が巧みな裏声を駆使して女役を演じることが多い。『あらびき団』（TBSテレビ）、『爆笑レッドカーペット』（フジテレビ）において福島はパリス・ヒルトン、スザンヌ、スーザン・ボイル、浅尾美和のものまねを披露している。
- 2人ともいじられキャラ。
- 福島は力自慢、家族の話、熊谷は貧乏話のトークを得意とする。

## 出演番組
テレビ
- 鬼のワラ塾（テレビ朝日） - 準レギュラー
- U LA LA ナナパチ（TOKYO MX、2011年11月1日-2012年） - 『ななパチよしもと』コーナー
- おはスタ（テレビ東京、2012年4月-2013年3月） - 「おはスタ645」のコーナーに出演
- めざましテレビ （フジテレビ、2019年2月） - 2019年2月度マンスリーエンタメプレゼンター
- ウチのガヤがすみません!（日本テレビ）
- リアル 〜真実を追う180日〜（BS11、2022年7月 - 2023年7月）MC[3]

ラジオ
- wktkラヂオ学園（2012年、NHKラジオ第1放送） - 日曜日 レギュラー出演

CM
- パチンコ桃太郎電鉄
- PSP桃太郎電鉄タッグマッチ編
- 競馬JRA‐VAN

映画
- だからよー鶴見(2020年、渡辺熱監督)  - 沖縄角力海外選手 役

WEB
- ガリットチュウのまねキン学～ものまね相手の金言たち～（YouTubeスポニチチャンネル）[4]

## 単独ライブ
- 2005年3月30日 - 「熊谷岳大殺人事件」（シアターサンモール/東京）
- 2006年8月29日 - 「夏の終わりはガリットチュウ～水着をプールに忘れてきちゃった～」（シアターサンモール/東京）
- 2007年8月31日 - 「夏の終わりはガリットチュウ〜24時間テレビ的ライブ(90分)〜」（シアターサンモール/東京）
- 2008年8月29日 - 「夏の終わりはガリットチュウ〜これで9月もがんばれる!100万円つかみどりもあるよ〜」（新宿シアターモリエール/東京）
- 2009年9月14日 - 「夏の終わりはガリットチュウ〜やっぱり大好きガリットチュウ♡〜」（新宿シアターモリエール/東京）
- 2012年9月2日 - 「ハイ‼︎ ガリットチュウファンです‼︎ 〜カミングアウト大作戦〜」（新宿シアターモリエール/東京）
- 2016年12月11日 - 「20周年記念 ベストオブクソベスト in ルミネ」（ルミネtheよしもと/東京）